# Mercedes-Benz W100
Mercedes-Benz 600 är en lyxbil, tillverkad av den tyska biltillverkaren Mercedes-Benz mellan augusti   1963 och juni 1981.

## Mercedes-Benz W100
Typ 300 hade fungerat utmärkt som representationsvagn under hela femtiotalet, men när Mercedes-Benz planerade för dess efterföljare var man ute efter att bygga världens bästa bil. Chefsingeniör Fritz Nallinger skrev ett första memorandum i juni 1955 om behovet av en ny stor rese- och representationsvagn. Då tävlingsavdelningen lades ner senare under året på grund av olyckan på Le Mans, så behövde ett stort antal högkvalificerade ingenjörer och tekniker nya uppgifter och därmed tog utvecklingen av projekt W100 fart. Typ 600 presenterades officiellt på bilsalongen i Frankfurt 1963. Den förlängda Pullman- och landauletversionen var efterträdare till trettiotalets ”Grosser Mercedes” 770. Den korta versionen blev en värdig efterföljare till femtiotalets typ 300, W186/W189. När det var dags för serieproduktion var det endast personal med mångårig anställning som valdes ut.
Modell 600 var försedd med Mercedes första V8-motor kallad M100 som var helt nyutvecklad med block i gjutjärn och topplock i lättmetall. Förutom att driva själva bilen, fungerade den även som drivkälla åt vagnens omfattande hydraulsystem, närbesläktat med dem som används i flygplan. Alla komfortdetaljer som i andra bilar drivs med elmotorer är hydrauliska i 600:n. Anledningen var att dåtidens elmotorer var både ljudliga och tunga. Hydraulsystem däremot är helt tysta, och steglösa på 600: Exempelvis kan rutorna både smygas och smällas igen om behov skulle föreligga. Tidiga bilar har även dörrlåsen anslutna till hydrauliken och automatisk dörrstängning (så kallat "softclose"). Eventuell sollucka, mellanruta, sufflett, samt bagagelucka, säten och ett antal andra smärre funktioner betjänas också hydrauliskt. Bilar tillverkade 1968 och senare har en effektiv kylbox, samt stora kylda kopparplattor under golvmattor och över kardantunneln för bästa kyleffekt hos klimatanläggningen, som även den är ansluten till hydrauliken. En stor ackumulator sörjer för att upprätthålla systemets tryck med avstängd motor. Systemet kräver en specialolja som inte alltid fanns tillgänglig, vilket kunde resultera i problem, särskilt i kombination med mekaniker utan specialistkompetens. Även stötdämparna är anslutna till systemet, och dämpverkan kan justeras med en spak på rattstången. Däcken fick utvecklas speciellt för modellen, då en fullastad Pullman vägande cirka 3500 kg skulle klara 200 km/tim i flera timmar.
Eftersom framvagnen är konstruerad för att motverka nigning av bilens framdel vid kraftig inbromsning, så kallat "antidive", och konstruktionen av bakaxelupphängningen motverkar resning av bilens bakdel, så känns vagnen som en betydligt mindre bil att köra forcerat. Luftfjädringen är progressiv, och markfrigången kan vid behov ökas. De tryckluftsassisterade bromsarna, skivor runt om med dubbla ok fram, är utmärkta även med dagens mått. Motoreffekten räcker för att accelerera från 0 till 100 km/h på cirka 10 sekunder enligt ett flertal tidningstester från sextiotalet. Samtliga testare var dessutom entusiastiska över vägegenskaperna. Bilens vikt är avsevärd trots flitig användning av aluminium, bland annat i hjulupphängningarna.
Bilen byggdes i fem grundversioner:
- Fyrdörrars femsitsig limousine på kort hjulbas.
- Fyrdörrars sjusitsig limousine på lång hjulbas.
- Sexdörrars sjusitsig limousine på lång hjulbas.
- Fyrdörrars sjusitsig landaulet på lång hjulbas.
- Sexdörrars sjusitsig landaulet på lång hjulbas.

Serieproduktionen kom igång i början på september 1964. Till Sverige levererades de första bilarna ett par veckor senare, och kostade då 105000kr i basversion. Huvuddelen av de 2 677 bilarna byggdes under sextiotalet och efter oljekrisen 1973 sjönk produktionen till några tiotal bilar om året. Tillverkningen upphörde i juni 1981, utan någon egentlig efterföljare och det är först med dagens Maybach-modeller som man tagit upp tråden.
Sett i enskilt modellperspektiv gick produktionen av 600 med förlust i alla år, men som tekniskt skyltfönster och imageskapare gav den mångfalt tillbaka.
Produktionen uppgick till 2 190 korta limousiner, 428 långa Pullman-limousiner och 59 landauleter. 44 av bilarna levererades i skottsäkert utförande. 743 bilar levererades till USA. I Sverige såldes 14 exemplar som nya.

## Motor
| Modell | Motor                   | Cylindervolym | Effekt | Bränslesystem            |
| ------ | ----------------------- | ------------- | ------ | ------------------------ |
| 600    | M100: 8-cyl V-motor ohc | 6330 cm³      | 250 hk | Bosch bränsleinsprutning |

## Bilder

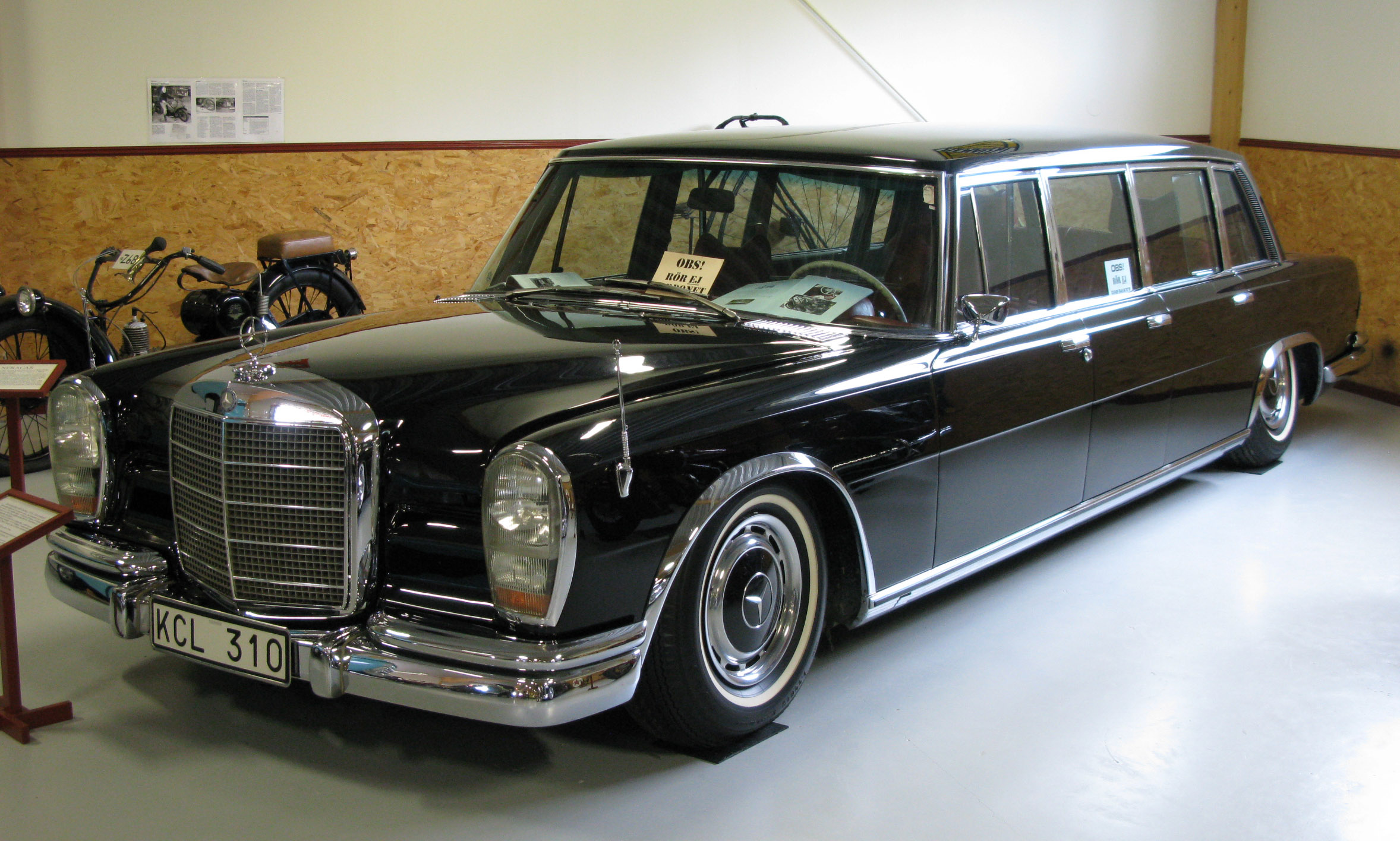
Mercedes-Benz 600 Pullman
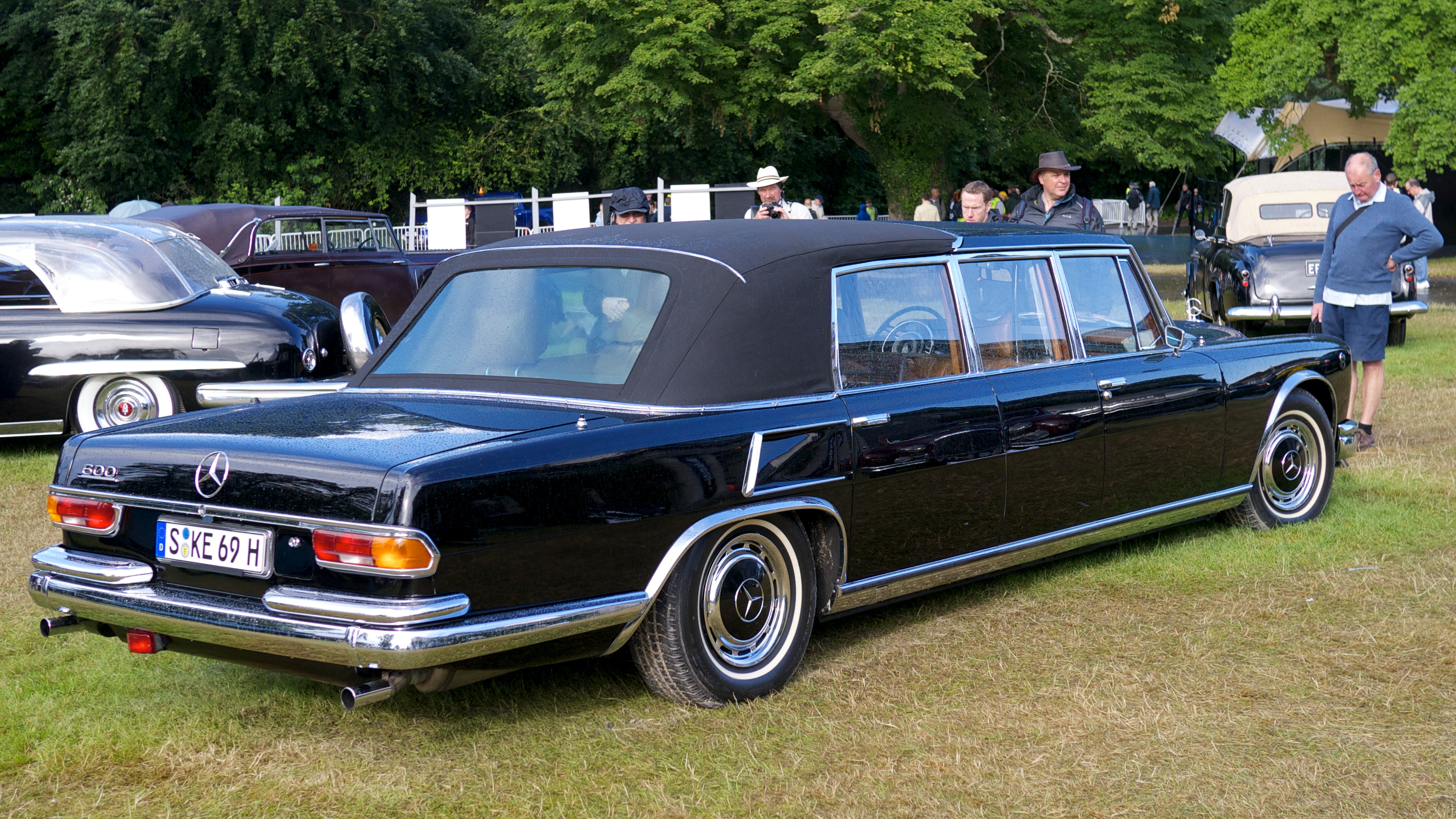
Mercedes-Benz 600 Landaulet